# Werner Hartmann (Basketballtrainer)
Werner „Pablo“ Hartmann ist ein deutscher Basketballtrainer und ehemaliger -spieler.

## Laufbahn
Hartmann führte den 1. FC Bamberg 1970 als Trainer zum ersten Aufstieg in Basketball-Bundesliga. Danach war er wieder als Spieler aktiv und gehörte von 1970 bis 1973 zum Bamberger Bundesliga-Aufgebot. Anschließend spielte er bis 1977 beim Post SV Bayreuth.
Ab der Saison 1979/80 bildete Hartmann mit Peter Müller das Trainergespann des 1. FC Bamberg, der 1978 in die 2. Basketball-Bundesliga abgestiegen war. Die beiden blieben bis zum Ende der Saison 1980/81 im Amt.
Hartmann war danach Assistenztrainer bei den Bambergern, die 1982 in die Bundesliga zurückgekehrt waren, 1983 erneut ab- und 1984 wieder aufstiegen. Im Dezember 1984 wurde er zum Cheftrainer der Mannschaft befördert, nachdem Dirk Dunbar dieses Amtes enthoben worden war. In der Saison 1985/86 waren die Bamberger unter Hartmanns Leitung zeitweise Tabellenführer der Bundesliga, am Ende des Spieljahres stand die Mannschaft auf dem sechsten Rang. Hartmann ging auch ins Spieljahr 1986/87 als Bamberger Cheftrainer, wurde aber im November 1986 vom US-Amerikaner Dan Palmer abgelöst.
Ab 1990 betreute er die Mannschaft der DJK Würzburg als Trainer in der 2. Bundesliga. 1993 nahm er den damals 15 Jahre alten Würzburger B-Jugendspieler Dirk Nowitzki ins Training der Herrenmannschaft auf. Ende der 1990er Jahre war Hartmann unter Ken Scalabroni Co-Trainer der Bamberger Bundesliga-Basketballer und ab 1999 bis 2002 Cheftrainer der SpVgg Rattelsdorf in der zweiten Liga. Ab Saisonbeginn 2003/04 bis Dezember 2003 hatte er das Amt des Cheftrainers beim TSV Tröster Breitengüßbach (ebenfalls zweite Liga) inne.